# Carex folliculé
Carex folliculata
Espèce
Le Carex folliculé (Carex folliculata) est une espèce de plante de la famille des Cyperaceae.